# Cybaeodes mallorcensis
Espèce
Cybaeodes mallorcensis est une espèce d'araignées aranéomorphes de la famille des Liocranidae.

## Distribution
Cette espèce est endémique d'Espagne. Elle se rencontre aux îles Baléares et en Catalogne.

## Description
Les mâles mesurent de 3 à 4 mm et la femelle paratype 4,5 mm.

## Systématique et taxinomie
Cette espèce a été décrite par Wunderlich en 2008.

## Étymologie
Son nom d'espèce, composé de mallorc[a] et du suffixe latin -ensis, « qui vit dans, qui habite », lui a été donné en référence au lieu de sa découverte, Majorque.

## Publication originale
- Wunderlich, 2008 : « On extant and fossil spiders (Araneae) of the RTA-clade in Eocene European ambers of the families Borboropactidae, Corinnidae, Selenopidae, Sparassidae, Trochanteriidae, Zoridae sl. l., and of the superfamily Lycosoidea. » Beiträge zur Araneologie, vol. 5, p. 470-523.